# Bajevica
Bajevica (szerbül: Бајевица), település Szerbiában, a Raskai körzet Novi Pazar-i községében.

## Népesség
- 1948-ban 383 lakosa volt.
- 1953-ban 407 lakosa volt.
- 1961-ben 468 lakosa volt.
- 1971-ben 468 lakosa volt.
- 1981-ben 527 lakosa volt.
- 1991-ben 557 lakosa volt.
- 2002-ben 563 lakosa volt, melyből 560 bosnyák (99,46%) és 3 ismeretlen nemzetiségű.